# São Paulo Já
São Paulo Já (também conhecido por SP Já) foi um telejornal local brasileiro exibido entre 1990 e 1996, pela TV Globo São Paulo, substituindo o SPTV, e sendo substituído pelo retorno do mesmo. Estreou em 9 de julho de 1990, dia simbólico para o Estado de São Paulo, data de aniversário da Revolução Constitucionalista de 1932.

## História
São Paulo Já serviu como ensaio para o novo padrão de jornalismo pretendido pela Rede Globo para as suas emissoras e para as suas afiliadas, cuja intenção principal era fortalecer o noticiário local e aumentar a participação ao vivo das equipes de reportagem. Pioneiro na Globo a ter seis boletins, que substituíram o Globo Cidade, e que eram exibidos durante toda a tarde e com um apresentador na função de âncora (Carlos Nascimento), foi o primeiro telejornal local a exibir notícias do Brasil e do mundo no horário do Praça TV 1ª edição, uma vez que ocupou a faixa do Jornal Hoje à tarde. 
A primeira edição destacava notícias locais e do interior e os acontecimentos nacionais e internacionais. A segunda apresentava um resumo dos fatos do dia e notícias curtas, somente com os assuntos do estado. O São Paulo Já procurava dar a mesma importância aos assuntos, mas buscava uma linguagem acessível, com espaço para descontração.
Até 9 de abril de 1994, o SP Já transmitia notícias nesse formato; a partir de 11 de abril, uma segunda-feira, o Jornal Hoje retornou a São Paulo, e o SP Já passou a gerar notícias apenas para a região metropolitana de São Paulo, tendo edições independentes em afiliadas como no Oeste Paulista, essa edição com meia hora de duração, a exemplo dos demais telejornais locais de outras emissoras globais. A justificativa para esse retorno foi o fato de o Jornal Hoje ter acertado na fórmula voltada para o público feminino do horário da tarde.
Carlos Nascimento comandava o telejornal ao estilo do âncora clássico, apresentando as notícias, intervindo nas entrevistas ao vivo, conversando com os repórteres, garantindo consistência e agilidade ao conjunto. Augusto Xavier dividia com Carlos a apresentação do telejornal. Foi o primeiro jornal da Globo a investir pesado na previsão do tempo, que passou mais tarde a ser padronizada nos jornais da rede.
No primeiro ano do telejornal, Silvana Teixeira, ex-apresentadora do infantil Bambalalão, se tornou colunista da previsão do tempo, dando as informações num tom considerado, à época, descontraído, entrando de capa de chuva em dias chuvosos e casaco em dias frios.  Os dados, gráficos e imagens usados no quadro eram fornecidos pelo Instituto Nacional de Pesquisas Espaciais (INPE), da cidade paulista de São José dos Campos.
Em junho de 1991, Carlos Nascimento deixou a função de editor-chefe do São Paulo Já, passando a atuar só como apresentador ao lado de Rodolpho Gamberini, enquanto a previsão do tempo passou para Sandra Annenberg, que apostou em um estilo sóbrio e sem veia humorada. Em julho de 1992, Rosângela Santos assumiu as funções de Sandra.
Com a volta da transmissão do Jornal Hoje em rede nacional, em abril de 1994, a primeira edição do São Paulo Já passou a ir ao ar às 12h45, durando meia hora e privilegiando os assuntos da comunidade. Era ancorado por Carlos Tramontina. Já Carlos Nascimento manteve-se à frente do noticiário apenas na segunda edição, exibida às 19h45.

## Apresentadores
- Carlos Nascimento (1990-1996)
- Rodolpho Gamberini (1990-1993)
- Carlos Tramontina (1993-1996)
- Rosângela Santos (1993-1995)

### Eventuais
- Augusto Xavier (1990-1995)
- Mariana Godoy (1992-1996)

### Previsão do Tempo
- Silvana Teixeira (1990-1991)
- Sandra Annenberg (1991-1993)
- Rosângela Santos (1993-1996)

## Repórteres
Embora contasse com reportagens e repórteres da Rede, o SP Já possuía um time local, herdado do SPTV, com correspondentes em todo o estado de São Paulo. No início, eram 210 jornalistas na capital, mais 104 no interior, fora a parte técnica e comentaristas.
Seus principais representantes foram:
- Rosângela Santos
- Ananda Apple
- César Tralli
- Maria Cristina Poli
- Mariana Godoy
- Helen Martins
- José Roberto Burnier
- Britto Júnior

## Fatos históricos

### Apresentadores
- O SP Já foi criado para teste de um novo padrão de noticiário local da Rede Globo, o Praça Já. Carlos Nascimento foi cotado, na época, como o jornalista de maior credibilidade entre os paulistas, sendo recontratado para assumir o noticiário, uma vez que seu passe pertencia à Record[5].
- Por vezes o SP Já contava com dois e até três apresentadores. No início, Carlos Nascimento e Augusto Xavier (atualmente na RedeTV!) eram os titulares; mais tarde, Nascimento, Rodolpho Gamberini e Sandra Annenberg fizeram a mesma divisão. A partir de 1991, com as mudanças em abertura e cenário - até então bem simples, posto que nem trazia o logotipo do jornal de fundo - a bancada era formada por três hexágonos dispostos lado a lado, um para cada apresentador. Na segunda edição, geralmente apresentada por um só jornalista, o hexágono do meio era ocupado.
- Carlos Nascimento, por sua atuação no SP Já, recebeu o prêmio de melhor apresentador pela APCA - Associação Paulista de Críticos de Arte - em 1993.
- Na sua última aparição no SP Já, Silvana Teixeira, que estava de mudança para a RecordTV, onde integraria o elenco do programa infantil Agente G, não conseguiu concluir o quadro da previsão do tempo. Era um dia ensolarado, ela estava à beira da piscina de um clube, mas uma queda no sinal da unidade móvel interrompeu a transmissão. No estúdio estava Carlos Nascimento, desculpando-se ao telespectador pela falha. No dia seguinte, a até então "moça do tempo" já não mais apareceu no noticiário.
- Em 1996, já perto da extinção, Sandra Annenberg passa à função de editora-adjunta da primeira edição, na função de âncora.[6]

### Patrocínio
- O banco Banespa (atualmente controlado pelo Santander) foi o grande patrocinador do SP Já, a ponto de o patrocínio se fundir com a própria abertura do telejornal, que nunca era exibida isoladamente. Ficaram famosas as frases: "SP Já, oferecimento: Banespa, forte e completo" e "Banespa: a força da nossa gente"[7].

### Arte visual
- O logo do SP Já possui o formato estilizado do mapa do estado de São Paulo, tal qual encontrado em muitas calçadas da capital paulista. Ele foi alterado em 1994 com nova resolução gráfica, para ficar com as cores da bandeira do estado de São Paulo - preto, branco e vermelho.
- Ao longo de sua breve vida, o SP Já teve três cenários: um em 1990, muito simples, com uma combinação de cores entre o vermelho, preto e branco; outro a partir de 1991, com cores lilás em degradê, e que lembrava muito o Jornal Hoje da época; e o derradeiro, a partir de 11 de abril de 1994, bem mais caprichado: o logo do jornal pintado no cenário, bancada com as cores do logotipo, e dois lugares definidos para os apresentadores, sendo que atrás deles ficavam três faixas transversais, nas cores branca, vermelha e cinza. Ao fundo, a cor azul-escuro em degradê dava o retoque no cenário da edição regionalizada do jornal.
- No cenário, a partir de 1991 e na 1ª Edição, o logo do SP Já se movimentava para a direita, logo após a escalada de notícias, enquanto a câmera fechava no principal apresentador da bancada. Ao efetuar esse movimento, o espaço do logo exibia a data completa da edição (exemplo: 09 ABR 1994).

### Transmissão
- A primeira edição era exibida para todo o estado de São Paulo; já a segunda edição, que ia ao ar às 19h45, antes do Jornal Nacional, era exibida apenas para a região metropolitana da capital paulista, sendo que cada emissora do interior era responsável pela produção de jornalismo ainda mais regionalizado.
- Em 10 de fevereiro de 1995, entretanto, o SP Já fez uma edição especial com uma hora de duração, exibida no lugar do programa Globo Repórter para todo o estado de São Paulo, por causa da calamidade das chuvas na capital paulista. A edição foi apresentada por Carlos Nascimento, e foi única na história do telejornal.[8]
- Durante eventos especiais, o SP Já e o Jornal Hoje faziam um pool para integrar suas coberturas, como foi nos casos do impeachment do presidente Fernando Collor, no assassinato da atriz Daniella Perez, na posse do presidente Itamar Franco e em outras ocasiões de repercussão nacional. O pool era identificado pela aparição de apresentadores do Hoje, como William Bonner e Cláudia Cruz, pela omissão do nome do jornal - inclusive da aparição do logo no gerador de caracteres - pela mudança do tom do degradê do cenário, de lilás para azul-turquesa, e por às vezes "escapar" a trilha sonora do Jornal Hoje, bem como menções esporádicas do nome do jornal carioca.[9]
- Em 24 de dezembro de 1991, véspera de natal, o Jornal Hoje foi exibido em São Paulo no lugar do SP Já. Ignora-se o motivo desse "furo" na apresentação, que no dia contava com Valéria Monteiro e Cláudia Cruz na bancada. Foi a única vez em que São Paulo viu o tom lilás e vítreo da abertura do Hoje, exibida em rede até 1994.
- Na sua última exibição para todo o estado de São Paulo, dia 9 de abril de 1994, o SP Já 1ª Edição exibiu, como era de costume, a entrevista do sábado. O problema esteve no fato de que a vinheta da entrevista do Jornal Hoje acabou escapando, e foi exibida no último bloco. Nesse dia, apresentavam o jornal Augusto Xavier e Mariana Godoy.

### Declínio e retorno do SPTV
- Em 1996, próximo da extinção, o SP Já começou a ser "despersonalizado". A trilha de abertura e escalada ganharam os acordes dos Praça TV[10]; o logo do cenário foi apagado, restando o fundo azul e as três faixas transversais, também usadas nos outros telejornais de âmbito regional da Globo. Na mudança definitiva, a abertura do SP Já foi substituída pela velha vinheta do SPTV, aposentada em 1990, por um curto período. O antigo cenário do SP Já, com as faixas transversais representando as cores do logotipo, foi reaproveitado ainda nessa fase.[11]
- A última edição do SP Já foi exibida em 30 de março de 1996, um sábado. Em 1º de abril, o SPTV retornava após seis anos fora da programação da TV Globo São Paulo.